# Bruno Alves
Bruno Eduardo Regufe Alves, noto semplicemente come Bruno Alves (Póvoa de Varzim, 27 novembre 1981), è un dirigente sportivo ed ex calciatore portoghese, di ruolo difensore.

## Biografia
Anche suo padre, Washington Alves, e i suoi fratelli Geraldo Alves e Júlio Alves sono stati calciatori.

## Caratteristiche tecniche
Di ruolo difensore centrale, è bravo nei colpi di testa. Vanta dei buoni piedi che gli permettono di effettuare precisi lanci lunghi oltreché essere un buon esecutore di calci di punizione.

## Carriera

### Giocatore

#### Club

##### Gli inizi, Porto
Debutta nel Varzim, prima di essere ingaggiato dal Porto all'età di 16 anni. Dopo essersi messo in luce nella squadra delle riserve del club lusitano viene ceduto in prestito al Farense nel 2001, al Vitória Guimarães nel 2003 e all'AEK Atene, allenato a quel tempo dal connazionale Fernando Santos, nel 2005.
Nello stesso anno rientra al Porto dove viene impiegato come riserva dei due centrali titolari Ricardo Costa e João Paulo, disputando 7 partite in Primeira Liga. Il 15 ottobre 2005, nella sconfitta per 0-2 contro il Benfica, viene espulso dopo aver rifilato una testata a Nuno Gomes. Nel 2006 viene nominato allenatore del Porto Jesualdo Ferreira, che decide di promuovere Alves e Pepe centrali titolari. Il 7 aprile 2009, durante una partita di Champions League contro il Manchester United, un errore di Alves ha permesso a Wayne Rooney di segnare il gol dell'1-0; la partita terminerà 2-2 e i Red Devils, in virtù della vittoria per 1-0 nella gara di andata, passeranno il turno eliminando il Porto. Il successivo 10 maggio, tuttavia, un suo gol permette ai lusitani di sconfiggere il Nacional e di vincere il loro quarto titolo consecutivo.

##### Zenit San Pietroburgo e Fenerbahçe

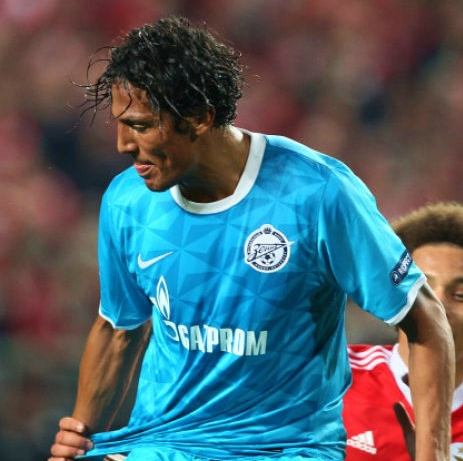
Bruno Alves con la maglia dello Zenit San Pietroburgo nel 2013

Il 3 agosto 2010 viene acquistato per 22 milioni di euro dallo Zenit San Pietroburgo. Il 30 ottobre 2010, durante una partita dei gironi di Europa League contro l'AEK Atene, sua ex squadra, segna il suo primo gol con la nuova maglia. Il 14 novembre vince la Prem'er-Liga con lo Zenit San Pietroburgo.
Il 5 giugno 2013 viene acquistato per 5,5 milioni di euro dal Fenerbahçe. Debutta il 31 luglio seguente nel terzo turno qualificatorio di Europa League, contro il Salisburgo, giocando poi la prima in campionato il 24 agosto contro l'Eskisehirspor. Nella giornata seguente, il 31 agosto, arriva anche il primo gol con la nuova maglia, nella partita vinta 5-2 contro il Sivasspor. Nel giugno 2016 termina la sua esperienza in Turchia, dopo aver vinto un campionato e una Supercoppa, entrambi nel 2014.

##### Cagliari e Rangers
Il 6 giugno 2016, dopo essersi svincolato dal Fenerbahçe, a 34 anni firma per il Cagliari, neopromosso in Serie A. Il 21 agosto 2016 gioca la sua prima gara in assoluto in A, esordendo in Genoa-Cagliari (3-1). Segna su punizione il suo primo (e unico) gol in maglia rossoblù l'11 settembre, nella sconfitta esterna per 2-1 col Bologna. Il 31 maggio 2017, dopo una sola stagione in cui gioca 36 delle 38 partite degli isolani, rescinde il contratto con la squadra sarda.
Il giorno stesso in cui lascia Cagliari si accorda con i Rangers di Glasgow, con i quali gioca per una stagione.

##### Parma
Il 12 luglio 2018 torna in Italia accasandosi al Parma, neopromosso in Serie A. Bruno Alves viene designato come leader della squadra ed eredita la fascia di capitano da Alessandro Lucarelli appena ritirato. Debutta con gli emiliani il successivo 19 agosto, in occasione della prima di campionato con l'Udinese (2-2). Il 25 novembre segna il suo primo gol con i ducali, contribuendo al successo sul Sassuolo (2-1).
Dopo due stagioni da titolare, nella terza annata gioca di meno anche per colpa di qualche acciacco; negativo è anche il campionato del club crociato, che chiude all'ultimo posto della classifica e retrocede in Serie B. Ciò nonostante il 16 maggio 2021, nella sconfitta interna contro il Sassuolo (1-3), trova il gol della bandiera diventando, a 39 anni e 170 giorni, il giocatore più anziano a segnare una rete per i gialloblù in massima serie, superando il precedente record del connazionale Fernando Couto (37 anni e 263 giorni).

##### Apollon Smyrnīs e ritiro
Il 1º luglio 2021 Alves torna in Portogallo firmando un biennale con il Famalicão, tuttavia tre settimane dopo rescinde il contratto. Viene quindi ingaggiato dalla squadra greca Apollōn Smyrnīs, ritornando in Grecia 16 anni dopo aver giocato con l'AEK Atene.
Al termine della stagione, il 5 giugno 2022 comunica tramite i social il suo ritiro dal calcio giocato.

#### Nazionale

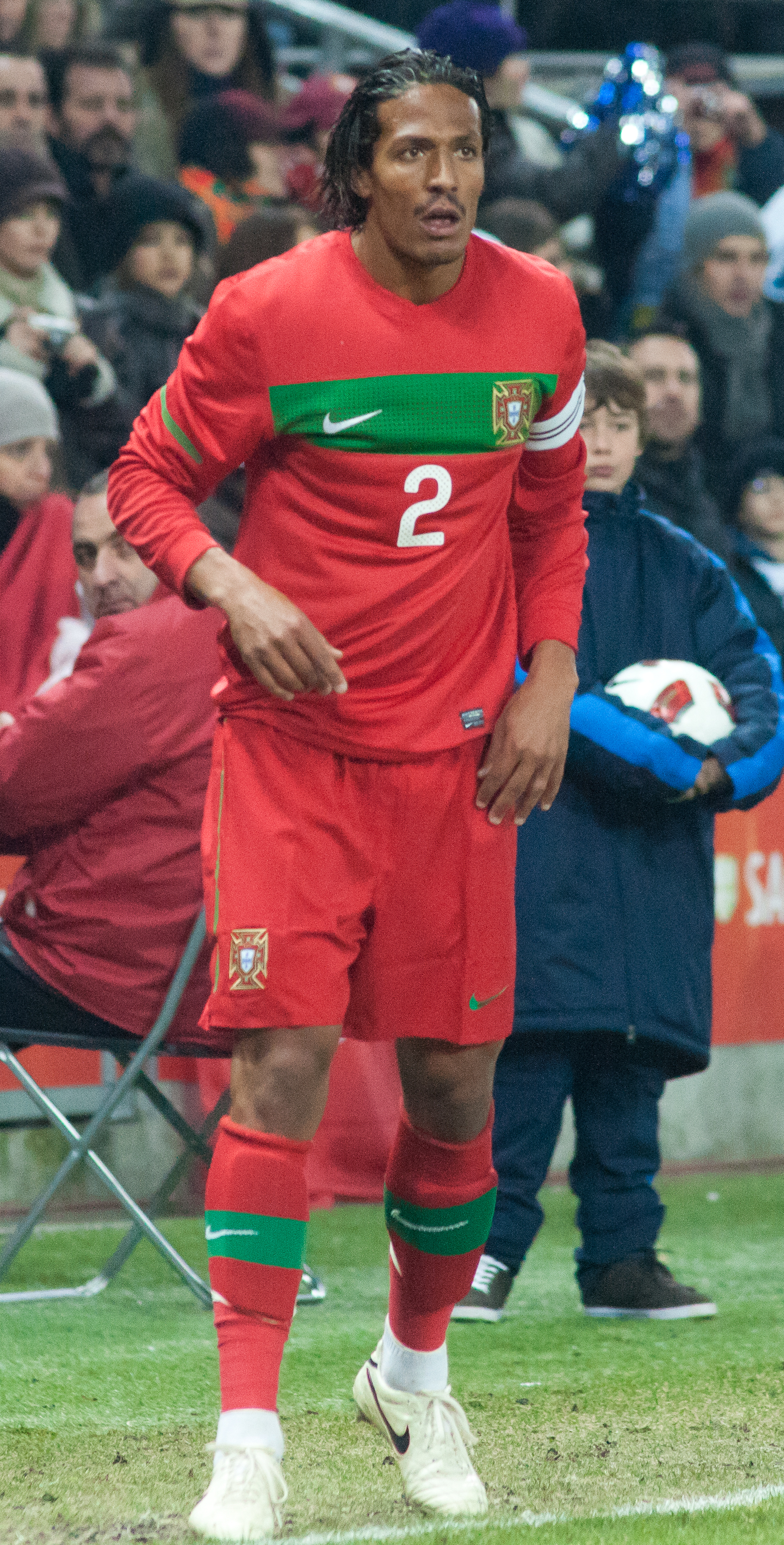
Bruno Alves capitano del Portogallo nel 2011

Esordisce con il nazionale maggiore portoghese in gare ufficiali il 22 agosto 2007, all'età di 25 anni, contro l'Armenia. Successivamente viene convocato per l'Europeo 2008, dove non riesce a trovare spazio e disputa solo una partita; la sua squadra viene eliminata ai quarti di finale dalla Germania.
Partecipa quindi al Mondiale 2010, dove disputa da titolare tutte le partite del Portogallo, eliminato agli ottavi di finale dalla Spagna.
Guida la difesa del Portogallo insieme all'ex compagno di squadra Pepe anche all'Europeo 2012, dove, nella semifinale contro la Spagna, un suo errore nel corso della serie dei tiri di rigore causa l'eliminazione della sua nazionale.
Partecipa poi al Mondiale 2014 in Brasile, dove il Portogallo viene eliminato alla fase a gironi.
Convocato per l'Europeo 2016 in Francia, disputa, da titolare, la semifinale contro il Galles, vinta per 2-0 dai lusitani. Il 10 luglio 2016 si laurea campione d'Europa dopo la vittoria del Portogallo in finale sulla Francia padrona di casa per 1-0, ottenuta grazie al gol decisivo di Éder durante i tempi supplementari.
All'età di 36 anni viene selezionato anche per il Mondiale 2018, ma non raccoglie presenze in campo.

### Dirigente
Il 7 giugno 2022, due giorni dopo aver annunciato il suo ritiro, viene ingaggiato come nuovo direttore sportivo dell'AEK Atene, squadra in cui ha militato da calciatore.

## Statistiche

### Presenze e reti nei club
Statistiche aggiornate al 31 maggio 2022.
| Stagione          | Squadra               | Campionato        | Campionato | Campionato | Coppe nazionali | Coppe nazionali | Coppe nazionali | Coppe continentali | Coppe continentali | Coppe continentali | Altre coppe | Altre coppe | Altre coppe | Totale | Totale |
| Stagione          | Squadra               | Comp              | Pres       | Reti       | Comp            | Pres            | Reti            | Comp               | Pres               | Reti               | Comp        | Pres        | Reti        | Pres   | Reti   |
| ----------------- | --------------------- | ----------------- | ---------- | ---------- | --------------- | --------------- | --------------- | ------------------ | ------------------ | ------------------ | ----------- | ----------- | ----------- | ------ | ------ |
| 1999-2000         | Porto B               | SD                | 4          | 0          | -               | -               | -               | -                  | -                  | -                  | -           | -           | -           | 4      | 0      |
| 2000-2001         | Porto B               | SD                | 36         | 6          | -               | -               | -               | -                  | -                  | -                  | -           | -           | -           | 36     | 6      |
| 2001-gen. 2002    | Porto B               | SD                | 17         | 2          | -               | -               | -               | -                  | -                  | -                  | -           | -           | -           | 17     | 2      |
| Totale Porto B    | Totale Porto B        | Totale Porto B    | 57         | 8          |                 |                 |                 |                    |                    |                    |             |             |             | 57     | 8      |
| gen.-giu. 2002    | Farense               | PL                | 15         | 0          | -               | -               | -               | -                  | -                  | -                  | -           | -           | -           | 15     | 0      |
| 2002-2003         | Farense               | SL                | 31         | 3          | CP              | 2               | 0               | -                  | -                  | -                  | -           | -           | -           | 33     | 3      |
| Totale Farense    | Totale Farense        | Totale Farense    | 46         | 3          |                 | 2               | 0               |                    | -                  | -                  |             | -           | -           | 48     | 3      |
| 2003-2004         | Vitória Guimarães     | PL                | 25         | 1          | CP              | 1               | 0               | -                  | -                  | -                  | -           | -           | -           | 26     | 1      |
| 2004-2005         | AEK Atene             | AE                | 27         | 0          | CG              | 10              | 1               | CU                 | 5                  | 0                  | -           | -           | -           | 42     | 1      |
| 2005-2006         | Porto                 | PL                | 7          | 0          | CP              | 1               | 0               | UCL                | 3                  | 0                  | -           | -           | -           | 11     | 0      |
| 2006-2007         | Porto                 | PL                | 28         | 2          | CP              | 0               | 0               | UCL                | 8                  | 0                  | SP          | 0           | 0           | 36     | 2      |
| 2007-2008         | Porto                 | PL                | 27         | 2          | CP+CdL          | 2+0             | 0               | UCL                | 8                  | 0                  | SP          | 1           | 0           | 38     | 2      |
| 2008-2009         | Porto                 | PL                | 30         | 5          | CP+CdL          | 4+1             | 0               | UCL                | 10                 | 1                  | SP          | 1           | 0           | 46     | 6      |
| 2009-2010         | Porto                 | PL                | 27         | 5          | CP+CdL          | 5+2             | 0               | UCL                | 8                  | 1                  | SP          | 1           | 1           | 43     | 7      |
| Totale Porto      | Totale Porto          | Totale Porto      | 119        | 14         |                 | 15              | 0               |                    | 37                 | 2                  |             | 3           | 1           | 174    | 17     |
| 2010              | Zenit San Pietroburgo | PL                | 14         | 0          | KR              | 0               | 0               | UCL+UEL            | 2+3                | 0+1                | -           | -           | -           | 19     | 1      |
| 2011-2012         | Zenit San Pietroburgo | PL                | 36         | 0          | KR+KR           | 2+3             | 0+0             | UEL+UCL            | 4+5                | 0+0                | SR          | 1           | 0           | 51     | 0      |
| 2012-2013         | Zenit San Pietroburgo | PL                | 21         | 1          | KR              | 3               | 1               | UCL+UEL            | 5+1                | 0                  | SR          | 1           | 0           | 31     | 2      |
| Totale Zenit      | Totale Zenit          | Totale Zenit      | 71         | 1          |                 | 8               | 1               |                    | 20                 | 1                  |             | 2           | 0           | 101    | 3      |
| 2013-2014         | Fenerbahçe            | SL                | 25         | 2          | TK              | 0               | 0               | UCL                | 4                  | 0                  | ST          | 1           | 0           | 30     | 2      |
| 2014-2015         | Fenerbahçe            | SL                | 24         | 0          | TK              | 5               | 1               | -                  | -                  | -                  | ST          | 1           | 0           | 30     | 1      |
| 2015-2016         | Fenerbahçe            | SL                | 26         | 1          | TK              | 3               | 0               | UCL+UEL            | 2+10               | 0                  | -           | -           | -           | 41     | 1      |
| Totale Fenerbahçe | Totale Fenerbahçe     | Totale Fenerbahçe | 75         | 3          |                 | 8               | 1               |                    | 16                 | 0                  |             | 2           | 0           | 101    | 4      |
| 2016-2017         | Cagliari              | A                 | 36         | 1          | CI              | 1               | 0               | -                  | -                  | -                  | -           | -           | -           | 37     | 1      |
| 2017-2018         | Rangers               | SP                | 20         | 1          | SC+CdL          | 2+3             | 0+1             | UEL                | 0                  | 0                  | -           | -           | -           | 25     | 2      |
| 2018-2019         | Parma                 | A                 | 33         | 4          | CI              | 0               | 0               | -                  | -                  | -                  | -           | -           | -           | 33     | 4      |
| 2019-2020         | Parma                 | A                 | 33         | 0          | CI              | 1               | 0               | -                  | -                  | -                  | -           | -           | -           | 34     | 0      |
| 2020-2021         | Parma                 | A                 | 19         | 1          | CI              | 0               | 0               | -                  | -                  | -                  | -           | -           | -           | 19     | 1      |
| Totale Parma      | Totale Parma          | Totale Parma      | 85         | 5          |                 | 1               | 0               |                    | -                  | -                  |             | -           | -           | 86     | 5      |
| 2021-2022         | Apollōn Smyrnīs       | AE                | 15+4       | 0+0        | CG              | 1               | 0               |                    | -                  | -                  | -           | -           | -           | 20     | 0      |
| Totale carriera   | Totale carriera       | Totale carriera   | 580        | 37         |                 | 52              | 4               |                    | 78                 | 3                  |             | 7           | 1           | 717    | 45     |

### Cronologia presenze e reti in nazionale
| Cronologia completa delle presenze e delle reti in nazionale ― Portogallo | Cronologia completa delle presenze e delle reti in nazionale ― Portogallo | Cronologia completa delle presenze e delle reti in nazionale ― Portogallo | Cronologia completa delle presenze e delle reti in nazionale ― Portogallo | Cronologia completa delle presenze e delle reti in nazionale ― Portogallo | Cronologia completa delle presenze e delle reti in nazionale ― Portogallo | Cronologia completa delle presenze e delle reti in nazionale ― Portogallo | Cronologia completa delle presenze e delle reti in nazionale ― Portogallo |
| Data                                                                      | Città                                                                     | In casa                                                                   | Risultato                                                                 | Ospiti                                                                    | Competizione                                                              | Reti                                                                      | Note                                                                      |
| ------------------------------------------------------------------------- | ------------------------------------------------------------------------- | ------------------------------------------------------------------------- | ------------------------------------------------------------------------- | ------------------------------------------------------------------------- | ------------------------------------------------------------------------- | ------------------------------------------------------------------------- | ------------------------------------------------------------------------- |
| 5-6-2007                                                                  | Madinat al-Kuwait                                                         | Kuwait                                                                    | 1 – 1                                                                     | Portogallo                                                                | Amichevole                                                                | -                                                                         |                                                                           |
| 22-8-2007                                                                 | Erevan                                                                    | Armenia                                                                   | 1 – 1                                                                     | Portogallo                                                                | Qual. Euro 2008                                                           | -                                                                         | 76’                                                                       |
| 8-9-2007                                                                  | Lisbona                                                                   | Portogallo                                                                | 2 – 2                                                                     | Polonia                                                                   | Qual. Euro 2008                                                           | -                                                                         |                                                                           |
| 12-9-2007                                                                 | Lisbona                                                                   | Portogallo                                                                | 1 – 1                                                                     | Serbia                                                                    | Qual. Euro 2008                                                           | -                                                                         |                                                                           |
| 13-10-2007                                                                | Baku                                                                      | Azerbaigian                                                               | 0 – 2                                                                     | Portogallo                                                                | Qual. Euro 2008                                                           | 1                                                                         |                                                                           |
| 17-10-2007                                                                | Almaty                                                                    | Kazakistan                                                                | 1 – 2                                                                     | Portogallo                                                                | Qual. Euro 2008                                                           | -                                                                         |                                                                           |
| 17-11-2007                                                                | Leiria                                                                    | Portogallo                                                                | 1 – 0                                                                     | Armenia                                                                   | Qual. Euro 2008                                                           | -                                                                         |                                                                           |
| 21-11-2007                                                                | Porto                                                                     | Portogallo                                                                | 0 – 0                                                                     | Finlandia                                                                 | Qual. Euro 2008                                                           | -                                                                         |                                                                           |
| 6-2-2008                                                                  | Zurigo                                                                    | Italia                                                                    | 3 – 1                                                                     | Portogallo                                                                | Amichevole                                                                | -                                                                         |                                                                           |
| 26-3-2008                                                                 | Düsseldorf                                                                | Grecia                                                                    | 2 – 1                                                                     | Portogallo                                                                | Amichevole                                                                | -                                                                         | 46’                                                                       |
| 31-5-2008                                                                 | Viseu                                                                     | Portogallo                                                                | 2 – 0                                                                     | Georgia                                                                   | Amichevole                                                                | -                                                                         | 46’                                                                       |
| 15-6-2008                                                                 | Basilea                                                                   | Svizzera                                                                  | 2 – 0                                                                     | Portogallo                                                                | Euro 2008 - 1º turno                                                      | -                                                                         |                                                                           |
| 20-8-2008                                                                 | Aveiro                                                                    | Portogallo                                                                | 5 – 0                                                                     | Fær Øer                                                                   | Amichevole                                                                | 1                                                                         | 55’                                                                       |
| 11-10-2008                                                                | Solna                                                                     | Svezia                                                                    | 0 – 0                                                                     | Portogallo                                                                | Qual. Mondiali 2010                                                       | -                                                                         |                                                                           |
| 15-10-2008                                                                | Braga                                                                     | Portogallo                                                                | 0 – 0                                                                     | Albania                                                                   | Qual. Mondiali 2010                                                       | -                                                                         |                                                                           |
| 19-11-2008                                                                | Gama                                                                      | Brasile                                                                   | 6 – 2                                                                     | Portogallo                                                                | Amichevole                                                                | -                                                                         |                                                                           |
| 11-2-2009                                                                 | Faro                                                                      | Portogallo                                                                | 1 – 0                                                                     | Finlandia                                                                 | Amichevole                                                                | -                                                                         |                                                                           |
| 28-3-2009                                                                 | Porto                                                                     | Portogallo                                                                | 0 – 0                                                                     | Svezia                                                                    | Qual. Mondiali 2010                                                       | -                                                                         |                                                                           |
| 31-3-2009                                                                 | Losanna                                                                   | Portogallo                                                                | 2 – 0                                                                     | Sudafrica                                                                 | Amichevole                                                                | 1                                                                         |                                                                           |
| 6-6-2009                                                                  | Tirana                                                                    | Albania                                                                   | 1 – 2                                                                     | Portogallo                                                                | Qual. Mondiali 2010                                                       | 1                                                                         |                                                                           |
| 10-6-2009                                                                 | Tallinn                                                                   | Estonia                                                                   | 0 – 0                                                                     | Portogallo                                                                | Amichevole                                                                | -                                                                         | 84’                                                                       |
| 12-8-2009                                                                 | Vaduz                                                                     | Liechtenstein                                                             | 0 – 3                                                                     | Portogallo                                                                | Amichevole                                                                | -                                                                         | 74’                                                                       |
| 5-9-2009                                                                  | Copenaghen                                                                | Danimarca                                                                 | 1 – 1                                                                     | Portogallo                                                                | Qual. Mondiali 2010                                                       | -                                                                         |                                                                           |
| 9-9-2009                                                                  | Budapest                                                                  | Ungheria                                                                  | 0 – 1                                                                     | Portogallo                                                                | Qual. Mondiali 2010                                                       | -                                                                         |                                                                           |
| 10-10-2009                                                                | Lisbona                                                                   | Portogallo                                                                | 3 – 0                                                                     | Ungheria                                                                  | Qual. Mondiali 2010                                                       | -                                                                         |                                                                           |
| 14-11-2009                                                                | Lisbona                                                                   | Portogallo                                                                | 1 – 0                                                                     | Bosnia ed Erzegovina                                                      | Qual. Mondiali 2010                                                       | 1                                                                         |                                                                           |
| 18-11-2009                                                                | Zenica                                                                    | Bosnia ed Erzegovina                                                      | 0 – 1                                                                     | Portogallo                                                                | Qual. Mondiali 2010                                                       | -                                                                         |                                                                           |
| 3-3-2010                                                                  | Coimbra                                                                   | Portogallo                                                                | 2 – 0                                                                     | Cina                                                                      | Amichevole                                                                | -                                                                         | 63’                                                                       |
| 24-5-2010                                                                 | Covilhã                                                                   | Portogallo                                                                | 0 – 0                                                                     | Capo Verde                                                                | Amichevole                                                                | -                                                                         |                                                                           |
| 1-6-2010                                                                  | Covilhã                                                                   | Portogallo                                                                | 3 – 1                                                                     | Camerun                                                                   | Amichevole                                                                | -                                                                         | 63’                                                                       |
| 8-6-2010                                                                  | Johannesburg                                                              | Portogallo                                                                | 3 – 0                                                                     | Mozambico                                                                 | Amichevole                                                                | -                                                                         |                                                                           |
| 15-6-2010                                                                 | Port Elizabeth                                                            | Costa d'Avorio                                                            | 0 – 0                                                                     | Portogallo                                                                | Mondiali 2010 - 1º turno                                                  | -                                                                         |                                                                           |
| 21-6-2010                                                                 | Città del Capo                                                            | Portogallo                                                                | 7 – 0                                                                     | Corea del Nord                                                            | Mondiali 2010 - 1º turno                                                  | -                                                                         |                                                                           |
| 25-6-2010                                                                 | Durban                                                                    | Portogallo                                                                | 0 – 0                                                                     | Brasile                                                                   | Mondiali 2010 - 1º turno                                                  | -                                                                         |                                                                           |
| 29-6-2010                                                                 | Città del Capo                                                            | Spagna                                                                    | 1 – 0                                                                     | Portogallo                                                                | Mondiali 2010 - Ottavi di finale                                          | -                                                                         |                                                                           |
| 3-9-2010                                                                  | Guimarães                                                                 | Portogallo                                                                | 4 – 4                                                                     | Cipro                                                                     | Qual. Euro 2012                                                           | -                                                                         |                                                                           |
| 7-9-2010                                                                  | Oslo                                                                      | Norvegia                                                                  | 1 – 0                                                                     | Portogallo                                                                | Qual. Euro 2012                                                           | -                                                                         |                                                                           |
| 17-11-2010                                                                | Lisbona                                                                   | Portogallo                                                                | 4 – 0                                                                     | Spagna                                                                    | Amichevole                                                                | -                                                                         |                                                                           |
| 9-2-2011                                                                  | Ginevra                                                                   | Argentina                                                                 | 2 – 1                                                                     | Portogallo                                                                | Amichevole                                                                | -                                                                         |                                                                           |
| 29-3-2011                                                                 | Aveiro                                                                    | Portogallo                                                                | 2 – 0                                                                     | Finlandia                                                                 | Amichevole                                                                | -                                                                         |                                                                           |
| 4-6-2011                                                                  | Lisbona                                                                   | Portogallo                                                                | 1 – 0                                                                     | Norvegia                                                                  | Qual. Euro 2012                                                           | -                                                                         |                                                                           |
| 10-8-2011                                                                 | Faro                                                                      | Portogallo                                                                | 5 – 0                                                                     | Lussemburgo                                                               | Amichevole                                                                | -                                                                         | 85’                                                                       |
| 2-9-2011                                                                  | Nicosia                                                                   | Cipro                                                                     | 0 – 4                                                                     | Portogallo                                                                | Qual. Euro 2012                                                           | -                                                                         |                                                                           |
| 7-10-2011                                                                 | Porto                                                                     | Portogallo                                                                | 5 – 3                                                                     | Islanda                                                                   | Qual. Euro 2012                                                           | -                                                                         |                                                                           |
| 11-10-2011                                                                | Copenaghen                                                                | Danimarca                                                                 | 2 – 1                                                                     | Portogallo                                                                | Qual. Euro 2012                                                           | -                                                                         |                                                                           |
| 11-11-2011                                                                | Zenica                                                                    | Bosnia ed Erzegovina                                                      | 0 – 0                                                                     | Portogallo                                                                | Qual. Euro 2012                                                           | -                                                                         |                                                                           |
| 15-11-2011                                                                | Lisbona                                                                   | Portogallo                                                                | 6 – 2                                                                     | Bosnia ed Erzegovina                                                      | Qual. Euro 2012                                                           | -                                                                         |                                                                           |
| 29-2-2012                                                                 | Varsavia                                                                  | Polonia                                                                   | 0 – 0                                                                     | Portogallo                                                                | Amichevole                                                                | -                                                                         |                                                                           |
| 26-5-2012                                                                 | Leiria                                                                    | Portogallo                                                                | 0 – 0                                                                     | Macedonia                                                                 | Amichevole                                                                | -                                                                         |                                                                           |
| 2-6-2012                                                                  | Lisbona                                                                   | Portogallo                                                                | 1 – 3                                                                     | Turchia                                                                   | Amichevole                                                                | -                                                                         | 70’                                                                       |
| 9-6-2012                                                                  | Leopoli                                                                   | Germania                                                                  | 1 – 0                                                                     | Portogallo                                                                | Euro 2012 - 1º turno                                                      | -                                                                         |                                                                           |
| 13-6-2012                                                                 | Leopoli                                                                   | Danimarca                                                                 | 2 – 3                                                                     | Portogallo                                                                | Euro 2012 - 1º turno                                                      | -                                                                         |                                                                           |
| 17-6-2012                                                                 | Charkiv                                                                   | Portogallo                                                                | 2 – 1                                                                     | Paesi Bassi                                                               | Euro 2012 - 1º turno                                                      | -                                                                         |                                                                           |
| 21-6-2012                                                                 | Varsavia                                                                  | Rep. Ceca                                                                 | 0 – 1                                                                     | Portogallo                                                                | Euro 2012 - Quarti di finale                                              | -                                                                         |                                                                           |
| 27-6-2012                                                                 | Donec'k                                                                   | Portogallo                                                                | 0 – 0 dts (2 – 4 dtr)                                                     | Spagna                                                                    | Euro 2012 - Semifinale                                                    | -                                                                         | 86’                                                                       |
| 7-9-2012                                                                  | Lussemburgo                                                               | Lussemburgo                                                               | 1 – 2                                                                     | Portogallo                                                                | Qual. Mondiali 2014                                                       | -                                                                         | 78’                                                                       |
| 11-9-2012                                                                 | Braga                                                                     | Portogallo                                                                | 3 – 0                                                                     | Azerbaigian                                                               | Qual. Mondiali 2014                                                       | 1                                                                         |                                                                           |
| 12-10-2012                                                                | Mosca                                                                     | Russia                                                                    | 1 – 0                                                                     | Portogallo                                                                | Qual. Mondiali 2014                                                       | -                                                                         |                                                                           |
| 16-10-2012                                                                | Porto                                                                     | Portogallo                                                                | 1 – 1                                                                     | Irlanda del Nord                                                          | Qual. Mondiali 2014                                                       | -                                                                         |                                                                           |
| 14-11-2012                                                                | Libreville                                                                | Gabon                                                                     | 2 – 2                                                                     | Portogallo                                                                | Amichevole                                                                | -                                                                         | 46’                                                                       |
| 6-2-2013                                                                  | Guimarães                                                                 | Portogallo                                                                | 2 – 3                                                                     | Ecuador                                                                   | Amichevole                                                                | -                                                                         |                                                                           |
| 22-3-2013                                                                 | Tel Aviv                                                                  | Israele                                                                   | 3 – 3                                                                     | Portogallo                                                                | Qual. Mondiali 2014                                                       | 1                                                                         | 74’                                                                       |
| 26-3-2013                                                                 | Baku                                                                      | Azerbaigian                                                               | 0 – 2                                                                     | Portogallo                                                                | Qual. Mondiali 2014                                                       | 1                                                                         | cap.                                                                      |
| 12-10-2012                                                                | Mosca                                                                     | Russia                                                                    | 1 – 0                                                                     | Portogallo                                                                | Qual. Mondiali 2014                                                       | -                                                                         |                                                                           |
| 10-6-2013                                                                 | Ginevra                                                                   | Croazia                                                                   | 0 – 1                                                                     | Portogallo                                                                | Amichevole                                                                | -                                                                         | 46’                                                                       |
| 14-8-2013                                                                 | Faro                                                                      | Portogallo                                                                | 1 – 1                                                                     | Paesi Bassi                                                               | Amichevole                                                                | -                                                                         | 82’                                                                       |
| 6-9-2013                                                                  | Belfast                                                                   | Irlanda del Nord                                                          | 2 – 4                                                                     | Portogallo                                                                | Qual. Mondiali 2014                                                       | 1                                                                         |                                                                           |
| 10-9-2013                                                                 | Foxborough                                                                | Brasile                                                                   | 3 – 1                                                                     | Portogallo                                                                | Amichevole                                                                | -                                                                         | 85’                                                                       |
| 15-11-2013                                                                | Lisbona                                                                   | Portogallo                                                                | 1 – 0                                                                     | Svezia                                                                    | Qual. Mondiali 2014                                                       | -                                                                         |                                                                           |
| 19-11-2013                                                                | Solna                                                                     | Svezia                                                                    | 2 – 3                                                                     | Portogallo                                                                | Qual. Mondiali 2014                                                       | -                                                                         |                                                                           |
| 31-5-2014                                                                 | Oeiras                                                                    | Portogallo                                                                | 0 – 0                                                                     | Grecia                                                                    | Amichevole                                                                | -                                                                         |                                                                           |
| 6-6-2014                                                                  | Foxborough                                                                | Messico                                                                   | 0 – 1                                                                     | Portogallo                                                                | Amichevole                                                                | 1                                                                         |                                                                           |
| 16-6-2014                                                                 | Salvador                                                                  | Germania                                                                  | 4 – 0                                                                     | Portogallo                                                                | Mondiali 2014 - 1º turno                                                  | -                                                                         |                                                                           |
| 22-6-2014                                                                 | Manaus                                                                    | Stati Uniti                                                               | 2 – 2                                                                     | Portogallo                                                                | Mondiali 2014 - 1º turno                                                  | -                                                                         |                                                                           |
| 26-6-2014                                                                 | Brasilia                                                                  | Portogallo                                                                | 2 – 1                                                                     | Ghana                                                                     | Mondiali 2014 - 1º turno                                                  | -                                                                         |                                                                           |
| 11-10-2014                                                                | Saint-Denis                                                               | Francia                                                                   | 2 – 1                                                                     | Portogallo                                                                | Amichevole                                                                | -                                                                         | 46’                                                                       |
| 18-11-2014                                                                | Manchester                                                                | Argentina                                                                 | 0 – 1                                                                     | Portogallo                                                                | Amichevole                                                                | -                                                                         |                                                                           |
| 29-3-2015                                                                 | Lisbona                                                                   | Portogallo                                                                | 2 – 1                                                                     | Serbia                                                                    | Qual. Euro 2016                                                           | -                                                                         |                                                                           |
| 13-6-2015                                                                 | Erevan                                                                    | Armenia                                                                   | 2 – 3                                                                     | Portogallo                                                                | Qual. Euro 2016                                                           | -                                                                         |                                                                           |
| 16-6-2015                                                                 | Ginevra                                                                   | Italia                                                                    | 0 – 1                                                                     | Portogallo                                                                | Amichevole                                                                | -                                                                         | cap. 59’                                                                  |
| 8-10-2015                                                                 | Braga                                                                     | Portogallo                                                                | 1 – 0                                                                     | Danimarca                                                                 | Qual. Euro 2016                                                           | -                                                                         |                                                                           |
| 11-10-2015                                                                | Belgrado                                                                  | Serbia                                                                    | 1 – 2                                                                     | Portogallo                                                                | Qual. Euro 2016                                                           | -                                                                         | 46’                                                                       |
| 14-11-2015                                                                | Krasnodar                                                                 | Russia                                                                    | 1 – 0                                                                     | Portogallo                                                                | Amichevole                                                                | -                                                                         |                                                                           |
| 25-3-2016                                                                 | Leiria                                                                    | Portogallo                                                                | 0 – 1                                                                     | Bulgaria                                                                  | Amichevole                                                                | -                                                                         |                                                                           |
| 2-6-2016                                                                  | Londra                                                                    | Inghilterra                                                               | 1 – 0                                                                     | Portogallo                                                                | Amichevole                                                                | -                                                                         | 35’                                                                       |
| 6-7-2016                                                                  | Lione                                                                     | Portogallo                                                                | 2 – 0                                                                     | Galles                                                                    | Euro 2016 - Semifinale                                                    | -                                                                         | 71’                                                                       |
| 1-9-2016                                                                  | Porto                                                                     | Portogallo                                                                | 5 – 0                                                                     | Gibilterra                                                                | Amichevole                                                                | -                                                                         |                                                                           |
| 13-11-2016                                                                | Faro                                                                      | Portogallo                                                                | 4 – 1                                                                     | Lettonia                                                                  | Qual. Mondiali 2018                                                       | 1                                                                         |                                                                           |
| 28-3-2017                                                                 | Funchal                                                                   | Portogallo                                                                | 2 – 3                                                                     | Svezia                                                                    | Amichevole                                                                | -                                                                         |                                                                           |
| 9-6-2017                                                                  | Riga                                                                      | Lettonia                                                                  | 0 – 3                                                                     | Portogallo                                                                | Qual. Mondiali 2018                                                       | -                                                                         |                                                                           |
| 18-6-2017                                                                 | Mosca                                                                     | Russia                                                                    | 0 – 1                                                                     | Portogallo                                                                | Conf. Cup 2017 - 1º turno                                                 | -                                                                         |                                                                           |
| 24-6-2017                                                                 | San Pietroburgo                                                           | Nuova Zelanda                                                             | 0 – 4                                                                     | Portogallo                                                                | Conf. Cup 2017 - 1º turno                                                 | -                                                                         |                                                                           |
| 28-6-2017                                                                 | Kazan'                                                                    | Portogallo                                                                | 0 – 0 dts (0 – 3 dtr)                                                     | Cile                                                                      | Conf. Cup 2017 - Semifinale                                               | -                                                                         | 111’                                                                      |
| 3-9-2017                                                                  | Budapest                                                                  | Ungheria                                                                  | 0 – 1                                                                     | Portogallo                                                                | Qual. Mondiali 2018                                                       | -                                                                         |                                                                           |
| 23-3-2018                                                                 | Zurigo                                                                    | Portogallo                                                                | 2 – 1                                                                     | Egitto                                                                    | Amichevole                                                                | -                                                                         | 88’                                                                       |
| 7-6-2018                                                                  | Lisbona                                                                   | Portogallo                                                                | 3 – 0                                                                     | Algeria                                                                   | Amichevole                                                                | -                                                                         | 57’                                                                       |
| Totale                                                                    |                                                                           | Presenze (9º posto)                                                       | 96                                                                        |                                                                           | Reti                                                                      | 11                                                                        |                                                                           |

## Palmarès

### Club
- Campionato portoghese: 4

Porto: 2005-2006, 2006-2007, 2007-2008, 2008-2009
- Coppa del Portogallo: 3

Porto: 2005-2006, 2008-2009, 2009-2010
- Supercoppa di Portogallo: 2

Porto: 2006, 2009
- Campionato russo: 2

Zenit: 2010, 2011-2012
- Supercoppa di Russia: 1

Zenit: 2011
- Campionato turco: 1

Fenerbahçe: 2013-2014
- Supercoppa di Turchia: 1

Fenerbahçe: 2014

### Nazionale
- Campionato d'Europa: 1

Francia 2016

### Individuale
- Calciatore portoghese dell'anno: 1

2009